# Ulrike Auga

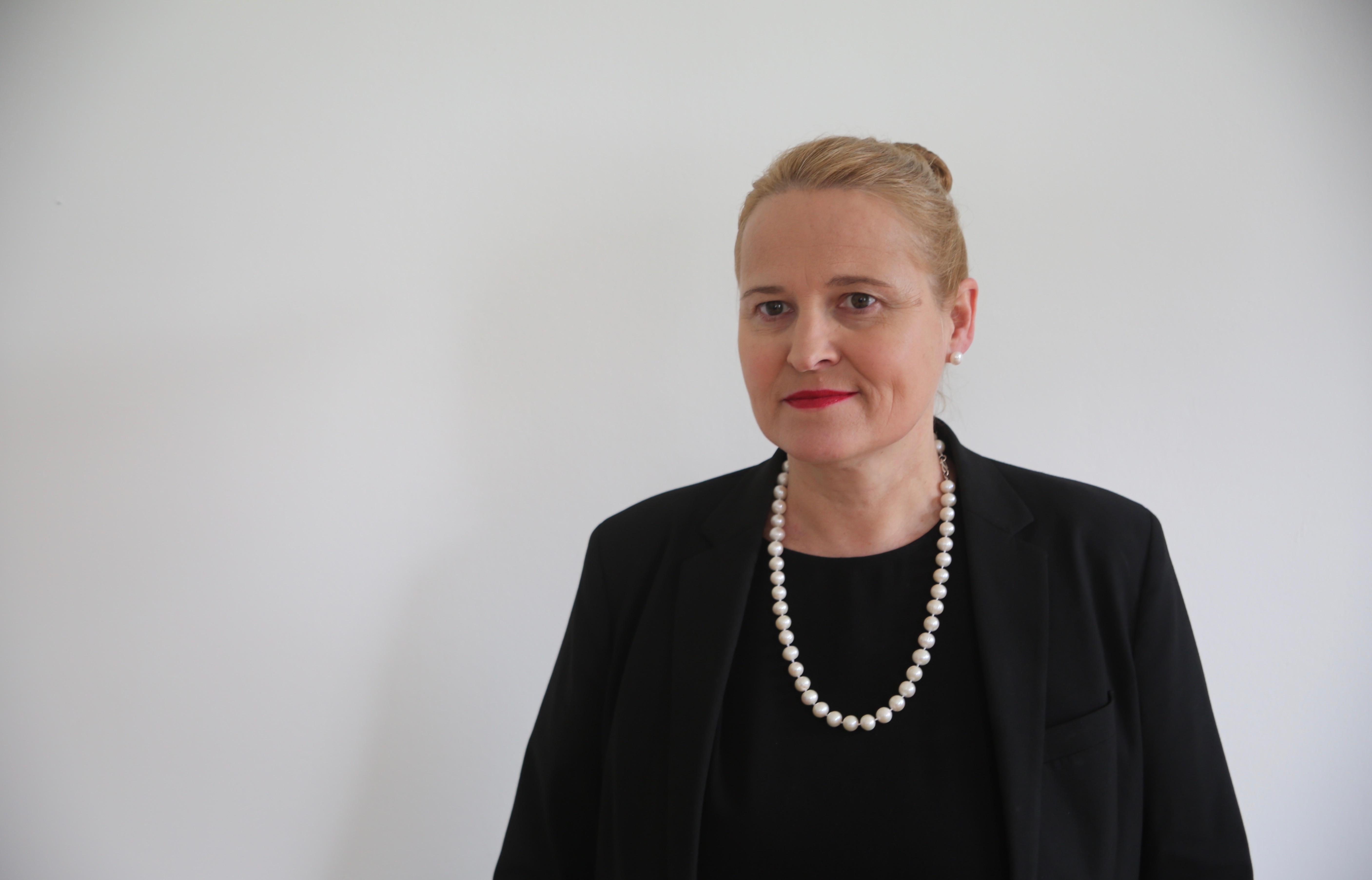
Ulrike E. Auga (2017)

Ulrike E. Auga, geb. Ernst (* 24. November 1964 in Ostberlin) ist eine deutsche Evangelische Theologin, Kultur- und Religionswissenschaftlerin sowie Gendertheoretikerin. Sie ist Professorin für Evangelische Theologie und Geschlechterstudien im Rahmen der Religionswissenschaft, Interkulturellen Theologie und Ökumenik. Zurzeit ist sie Gastprofessorin am Intersectional Centre for Inclusion and Social Justice (INCISE) der Canterbury Christ Church University (UK).

## Biografie
Ulrike E. Auga studierte in Berlin, Cambridge (UK) und Genf Theologie und Philosophie. Darauf folgten mehrjährige internationale Forschungsaufenthalte: 1999–2001 mit dem Projekt „Geschlecht, Race und Nation in Südafrikas politischer Transition“, Johannesburg; Bamako, 2001-02 „Geschlecht, Kultur, Islam und Indigene Religion in Westafrika“ und 2002-04 „Geschlecht in Konflikten“ sowie „Jerusalem Berlin Forum. Divided Cities in Transition“, Jerusalem. Sie wurde 2005 an der Humboldt-Universität zu Berlin in Kulturwissenschaften bei Christina von Braun und Flora Veit-Wildt mit der Arbeit Dissidenz und Legitimierung – Eine Kritik der Intellektuellen und der nationalen Kulturdiskurse im Kontext der Transition Südafrikas mit summa cum laude promoviert.
Auga lehrte 2008-16 auf der Juniorprofessur für Geschlechter Studien und Religionswissenschaft der Humboldt-Universität zu Berlin. Sie wirkte 2009-13 als Mitantragstellerin im DFG-Graduiertenkolleg „Geschlecht als Wissenskategorie“, der Humboldt-Universität zu Berlin mit. 2012-15 war sie Mitglied des Forschungsprojekts „Postkoloniale, Post-säkulare und Queere Erforschung von Geschlecht und Religion“ der Niederländischen Forschungsgemeinschaft. Für die Zeit von 2013 bis 2014 erhielt Auga den Bonhoeffer-Stiftungspreis und lehrte als Gastprofessorin an der Columbia University, New York. In den Jahren 2015-16 erhielt sie einen Forschungspreis der Templeton Stiftung und der NASA und forschte in dem Projekt „Soziale Implikationen außerirdischen Lebens. Geschlecht, Race, Religion und Visualität in Weltraumbildern“ am CTI Princeton. In den Jahren 2016-17 gewann sie zusammen mit Regina Kunzel, Princeton University den Humboldt-Princeton-Strategic-Partnership Preis in Gender and Sexuality Studies mit dem Forschungsprojekt „Gender, Sexuality, Race, Class, and Religion in Political Transitions in Europe and the USA“. Im gleichen Zeitraum wurde sie auf eine Gastprofessur für Gender, Diversity und Kulturwissenschaft der Humboldt-Universität zu Berlin zu berufen. Im Sommersemester 2017 wurde ihr die Käthe-Leichter-Preis Gastprofessur für Frauen und Geschlechterforschung der Universität Wien verliehen. Im Jahr 2019 forschte sie als Mary-Douglas-Gastprofessorin am Institut de sciences sociales des religions (ISSR), Faculté de théologie et de sciences des religions an der Universität Lausanne.
Seit 2017 ist Auga Mitglied des Forschungsnetzwerkes „Other Europes/Europe’s Others“ am Institut für Europäische Ethnologie der Humboldt-Universität zu Berlin unter der Leitung von Regina Römhild und Arjun Appadurai. Der Forschungsansatz basiert auf kritischen Migrationsstudien und zielt darauf ab, das europäische Projekt durch alternative, emanzipatorische und solidarische Mobilisierungspraktiken neu zu gestalten, um die aktuellen Diskurse von „Otherness“ im Bereich der Migration zu transformieren.
Auga ist Gründungsmitglied der deutschen Fachgesellschaft Geschlechterstudien und Mitglied der International Research Association of Institutions of Advanced Gender Studies (RINGS). Sie war an der Etablierung des Selma-Stern Zentrums für Jüdische Studien Berlin-Brandenburg im Jahr 2012 beteiligt. Auga ist Mitbegründerin der International Association for the Study of Religion and Gender (IARG), dessen Präsidentin sie ist.
Im November 2018 nahm Auga als Expertin an einer Anhörung im Europäischen Parlament in Brüssel auf Einladung des Committee on Women’s Rights and Gender Equality teil. Auga und Annette von Alemann (Universität Paderborn) berichteten als Mitglieder der International Association for Institutions of Advanced Gender Studies (RINGS), einem Verbund von mehr als 60 internationalen Institutionen der Geschlechterforschung, über Angriffe der politischen Rechten auf die wissenschaftliche Forschung, Gender Studies als Fach und LGBTIQ* Leben in Europa.

## Forschungsschwerpunkte
Mit Schwerpunkten in feministischer Erkenntnistheorie und -kritik gehört sie zu den wenigen deutschsprachigen Autorinnen und Autoren, die Gender und Queere Theorie mit postkolonialen und postsäkularen Ansätzen verbindet. Sie etablierte Gender und Religion als deessentialiserte, intersektionale Kategorien des Wissens.
Augas gegenwärtige Forschungsfelder umfassen:
- Die Biopolitik von Gender und Religion

- Die Wissensordnung und die symbolische Geschlechterordnung. Postkoloniale, postsäkulare, queere und aktivistische Weiterentwicklung der Theorie

- Gender, Performativität und Agency im visuellen Archiv

- Gender, Leben und Technoscience.[24]

Dabei setzt Auga in ihrer Forschungsarbeit an Konstruktions- und Regulierungsmodellen verschiedenen religiösen und säkularen Wissens über Geschlecht, Kollektivkörper und Leben im Vergleich verschiedener Glaubensgemeinschaften (Judentum, Christentum, Islam) an, und befragt jene nach dem Verhältnis von Religion und (epistemischer) Gewalt sowie Handlungsmacht. Augas Untersuchungen und wissenschaftliche Arbeiten beziehen Diskurse um Gesundheits- und sexuelle Rechte als Menschenrechte sowie HIV/AIDS-Diskurse mit ein.

## Publikationen
Monographien
- An Epistemology of Religion and Gender: Biopolitics – Performativity – Agency. London/New York: Routledge 2020.
- Intellektuelle – zwischen Dissidenz und Legitimierung. Eine kulturkritische Theorie im Kontext Südafrikas., Berlin/ Münster/ Wien u. a.: LIT 2007.
- Ernst, Ulrike, From Anti-Apartheid to African Renaissance. Interviews with South African Writers and Critics on Cultural Politics Beyond the Cultural Struggle, Münster/ Berlin: LIT 2002.

Herausgaben
- mit Guðmarsdóttir, Sigríður; Knauss, Stefanie u. a. (Hgs.), Widerstand und Visionen - der Beitrag postkolonialer, postsäkularer und queerer Theorie zu Theologie und Religionswissenschaften, Jahrbuch der ESWTR, 22 (2014).
- mit Braun, Christina von; Bruns, Claudia u. a. (Hgs.), Fundamentalism and Gender: Scripture – Body – Community, Eugene: Wipf and Stock Publishers, 2013.
- mit Bruns, Claudia; Dornhof, Dorothea u. a. (Hgs.), Dämonen, Vamps und Hysterikerinnen. Geschlechter- und Rassenfigurationen in Wissen, Medien und Alltag. Festschrift für Christina von Braun, Reihe: GenderCodes. Transcriptionen zwischen Wissen und Geschlecht, Bielefeld: transcript, 2011.
- mit Bruns, Claudia; Harders, Levke u. a. (Hgs.), Das Geschlecht der Wissenschaften. Zur Geschichte von Akademikerinnen im 19. und 20. Jahrhundert, Frankfurt a. M. / New York: Campus, 2010.
- mit Klein, Tobias Robert; Prüschenk, Viola (Hgs.), Texts, Tasks and Theories. Versions and Subversions in African Literatures, Amsterdam, New York: Rodopi, Matatu, Humboldt Contributions, 2008.
- mit Braun, Christina von (Hgs.), Gender in Conflicts. Palestine – Israel – Germany, Berlin et al.: LIT Verlag, 2006.

Aufsätze
- „Geschlecht und Religion als kritische intersektionale Kategorien. Deessentialisieren und Disidentifizieren als Aufgaben“, in: Krannich, Laura-Christin; Reichel, Hanna; Evers, Dirk (Hgs.), Menschenbilder und Gottesbilder. Geschlecht in theologischer Reflexion, Leipzig: Evangelische Verlagsanstalt, 2019, 43–72.
- „Feministische und Geschlechterbewusste Arbeitskreise und Theologien in der DDR“, in: Digitales Deutsches Frauenarchiv, Dachverband deutschsprachiger Lesben-/Frauenarchive, -bibliotheken und -dokumentationsstellen i.d.a 2019.
- „Annemarie Schönherr. Visionärin einer gerechten Weltgesellschaft“, in: Digitales Deutsches Frauenarchiv, Dachverband deutschsprachiger Lesben-/Frauenarchive, -bibliotheken und -dokumentationsstellen i.d.a. 2018.
- „Dekolonisierung des öffentlichen Raumes. Eine Herausforderung von Bonhoeffers und Spivaks Konzepten von Widerstand, Religion und Geschlecht“, in: Nehring, Andreas, Wiesgickl (Hgs.), Postkoloniale Theologien II. Perspektiven aus dem deutschsprachigen Raum, Stuttgart: Kohlhammer, 2018, 92–115.
- Hawthorne, Sian Melvill, „Homonationalism and the Challenge of Queer Theology“, in: Hawthorne, Sian Melvill (Hg.), Gender: God, Macmillan Interdisciplinary Handbooks: Gender Series, Farmington Hills: Macmillan Reference USA, 2017, 367–383.
- „Menschenrechte und Geschlecht. Zum religiösen, kulturellen, politischen und sozialen Diskurs in nationalstaatlicher und globaler Perspektive“, in: Strahm, Doris; Hangartner, Li; Hafner-Al Jabaji, Amira (Hgs.), Menschenrechte auf dem Prüfstand. Frauenrechte zwischen Religion, Kultur und Politik, Luzern: Romero Haus, 2017, 9–34.
- „’Lasst die Regenbogenkinder kommen’. Biomacht als Herausforderung kritischer politischer Theologie und Religionswissenschaft“, in: Erna Appelt, Elisabeth Grabner-Niel, Marion Jarosch, Michaela Rasler (Hgs.), Identitäten verhandeln – Identitäten de/konstruieren, Innsbrucker Gender Lectures III, Innsbruck: Innsbruck University Press, 2015, 191–210.
- „Decolonizing Public Space: A Challenge of Bonhoeffer’s and Spivak’s Concepts of Resistance, Religion and Gender“, Feminist Theology (SAGE Publ.) 2015, Vol. 24(1), 49–68.
- „Resistance and the Radical Social Imaginary: A Genealogy from Eastern European Dissidence to New Social Movements: Connecting the Debates between Activism and Postcolonial, Post-secular and Queer Epistemology“, in: Ulrike Auga; Guðmarsdóttir, Sigríður; Knauss, Stefanie u. a. (Hgs.), Widerstand und Visionen - der Beitrag postkolonialer, postsäkularer und queerer Theorie zu Theologie und Religionswissenschaften, Jahrbuch der ESWTR, 22 (2014), 5–30.
- mit Schirr, Bertram, „’Do not Conform to the Patterns of this World’: A Postcolonial Investigation of Performativity, Metamorphoses, and Bodily Materiality in Romans 12“, Feminist Theology, (SAGE Publ.) 2014 Vol. 23(1), 37–54.
- „Geschlecht und Religion als interdependente Kategorien des Wissens. Dekonstruktion, Diskursanalyse und Intersektionalitätsdebatte und die Kritik antiker Texte“, in: Eisen, Ute; Gerber; Christine; Standhartinger, Angela (Hgs.), Doing Gender - Doing Religion. Zur Wechselwirkung von Geschlechterkonzepten und religiöser Identitätsbildung in Antike und frühem Islam, Tübingen: Mohr Siebeck, 2013, 37–74.
- „Religion, Biomacht und Human Flourishing. Formen der Solidarität und die gesellschaftliche Imagination einer transreligiösen kritischen Biotheologie“, in: Blohm, Uta; Forcano, Neus; Guðmarsdóttir, Sigríður u. a. (Hgs.), Listening to, Understanding, and Responding to a Secular and Plural World. Journal of the ESWTR, 20 (2012), 87–112.
- „Truth and Reconciliation or Masculine Redemption at the Cape of Good Hope? Religious Legitimation of National Gender Construction“, in: Heinicke, Julius; Heister, Hilmar; Klein, Tobias Robert (Hgs.), Kuvaka Ukama – Building Bridges, Heidelberg: Bettina Weiss Verlag, Kalliope, 2012, 257–273.
- „Ausschluss oder Anschlüsse? Theologie – Geschlechtertheorie – Religionswissenschaft“, in: Susanne Lanwerd, Marcia Moser (Hgs.), Frau – Gender – Queer. Gendertheoretische Ansätze in der Religionswissenschaft, Würzburg: Könighausen und Neumann 2010, 229–249.
- „Sexuelle Rechte und Menschenrechte. Probleme der interkulturellen Debatte“, in: Zeitschrift für Germanistik. Neue Folge, Bern, 2008, Vol. XVII (2), 357–369.

## Rezensionen
- Marietta Kesting zu Intellektuelle – zwischen Dissidenz und Legitimierung. Eine kulturkritische Theorie im Kontext Südafrikas (PDF; 85 kB)
- Claudia Kemper zu Das Geschlecht der Wissenschaften. Zur Geschichte von Akademikerinnen im 19. und 20. Jahrhundert
- Marleen von Bargen [Rezension], Ulrike Auga, Claudia Bruns, Levke Harders, Gabriele Jähnert (Hrsg.), Das Geschlecht der Wissenschaften, Frankfurt a. M.: Campus, 2010, in Feministische Studien 1, 12 (2012), 148–150.